# Medical Investigation
Medical Investigation (Esquadrão Socorro) é um seriado norte-americano de gênero Drama médico exibido originalmente pela NBC.
A série estreou em 9 de Setembro de 2004 pela NBC e foi exibida a 1ª temporada no SBT em Séries Premiadas.

## Descrição
Neal McDonough e Kelli Williams retornam à televisão como membros de uma equipe médica móvel dos institutos nacionais da saúde (NIH) que são chamados em última hora para combater doenças inexplicáveis e temíveis. Estes especialistas fazem o possível para garantir seus lugares no céu e têm a permissão do governo para fazer exame de urgência quando as pessoas enfermas começam a morrer, que exige deles muita dedicação e preparação psicológica. Dr. Stephen Connor, o líder da equipe, tem o dever de conservar as vidas de milhões de pessoas, mas no processo, Connor é separado de sua família. A equipe de elite inclui também Troy Winbush, um inspector médico quieto, mas determinado. Do mesmo modo, Powell, o membro o mais novo da equipe tenta provar sua reputação e se esforça-se para amadurecer e manter o ritmo com seus colegas.

## Personagens (elenco)
- Eva Rossi (Anna Belknap)
- Dr. Stephen Connor (Neal McDonough)
- Dr. Natalie Durant (Kelli Williams)
- Dr. Miles McCabe (Christopher Gorham)
- Frank Powell (Troy Winbush)
- Dr. Kate Ewing (Susanna Thompson)
- Lisa Connor (Clare Carey)
- Jack Connor (Chris J. Kelly)
- Barrett Fidler (Shea Whigham)
- Berto's Father (Alex Castillo)
- Marilu (Diana Rios)
- Reporter (Katie Mitchell)
- Juan (Ulysses Estrada)
- Nestor (Jeremy Ray Valdez)
- Kris Von Getz (Claudia Besso)

## Canais deTVque transmitem a série
| Emissora | Dia da semana | Horário | Temporadas   |
| NBC      | Sexta         | 22:00   | 1ª temporada |

## Ficha Técnica
- Produção: NBC
- Origem: EUA
- Ano: 2004
- Produtor Executivo: Laurence Andries